# 朱俊槿
吉阳端惠王朱俊槿（1510年代—1590年代），明朝吉阳恭顺王朱聰注的庶长子，明朝第二代吉阳王。
嘉靖十八年（1539年）六月，朱聰注上言王妃已故，沒有嫡子，自己将要年老，请求改封庶长子朱俊槿為吉阳長子。事下禮部商议，禮部引用明武宗時東阿王朱阳镖改封庶长子朱當滰为长子的例子為其請求。明世宗说改封非祖宗舊典，武宗年间的事例多是緣自濫恩，以後都不得為例，不许。
嘉靖三十三年（1554年）十二月，朱聰注薨。嘉靖三十六年（1557年）七月，世宗遣恭順侯吳繼爵等為正使持節，翰林院編修王希烈等為副使捧冊，封朱俊槿袭封吉阳王。
据《明史》卷一百一·表第二·諸王世表二，万历十一年（1583年），朱俊槿薨；万历十四年（1586年），其庶长子朱充煟袭封吉阳王。但据成书于万历十八年（1590年）的《弇山堂别集》卷035载，朱俊槿当时仍在世，时年七十余岁。《明神宗顯皇帝實錄卷三百二十》又记载，萬曆二十六年（1598年）三月，明神宗派行人柯維蓁、李璠分别掌行吳江王朱勛淯和朱充煟的喪禮，与朱充煟于《明史》万历四十一年（1613年）薨矛盾。萬曆二十六年（1598年）已去世的吉阳王或应为朱俊槿。